# Вест Лејк Хилс (Тексас)
Вест Лејк Хилс (енгл. West Lake Hills) град је у америчкој савезној држави Тексас. По попису становништва из 2010. у њему је живело 3.063 становника.

## Демографија
Према попису становништва из 2010. у граду је живело 3.063 становника, што је 53 (1,7%) становника мање него 2000. године.
| Група             | 2000.         | 2010.         |
| Белци             | 2.885 (92,6%) | 2.771 (90,5%) |
| Афроамериканци    | 9 (0,3%)      | 7 (0,2%)      |
| Азијати           | 40 (1,3%)     | 66 (2,2%)     |
| Хиспаноамериканци | 120 (3,9%)    | 152 (5,0%)    |
| Укупно            | 3.116         | 3.063         |